# Óblast de Odesa
La óblast de Odesa es una óblast (provincia) del suroeste de Ucrania ribereña del mar Negro. Su capital es Odesa. Tiene una superficie de 33 314 km², que abarca el 5,5 % del territorio del país.
Su población alcanza los 2 351 392 habitantes (estimado al 2022), cerca de 5 % de la población del país. Demográficamente la región es considerada un enclave multiétnico: ucranianos - 62,8 % (principalmente en la zona norte); rusos - 20,7 %; búlgaros - 6,1 %; moldavos - 5 %; gagaúzes - 1,1 %; judíos - 0,5 %; armenios - 0,3 %; gitanos - 0,2 % (censo 2001).
Incluye la parte sur del territorio histórico de Besarabia llamado Budzhak, que perteneció históricamente al Principado de Moldavia y que fue anexionado en 1812 por el Imperio ruso, se anexó al Reino de Rumanía en 1918 y fue nuevamente ocupado por la Unión Soviética en 1940 en virtud del Pacto Ribbentrop-Mólotov. Por su mayor parte la población de Budzhak consta de ucranianos, rusos, moldavos, búlgaros, gagaúzes y gitanos.
Mijeíl Saakashvili, conocido internacionalmente por haber sido también presidente de Georgia, fue gobernador hasta el 9 de noviembre de 2016. Desde el 12 de enero de 2017, Maxim Stepanov asume el cargo de gobernador de la óblast de Odesa.

## Poblaciones más grandes
- Artsiz
- Balta
- Bílhorod-Dnistrovski
- Bolhrad
- Chornomorsk
- Golma
- Izmail
- Kiliyá
- Podilsk
- Reni
- Tatarbunary

## División administrativa
| Distritos de la óblast de Odesa |
| - Distrito Berezovski - Distrito Bilhorod-Dnistrovs'kyi - Distrito Bolgradski - Distrito Ismaílski - Distrito Odeski - Distrito Podilski - Distrito Rozdelnianski |

### División administrativa hasta 2020
| Antiguos distritos hasta 2020 | |
| - Distrito Anánievski - Distrito Artsizki - Distrito Baltski - Distrito Berezovski - Distrito Bilhorod-Dnistrovs'kyi - Distrito Bolgradski - Distrito Frúnzevski - Distrito Ismaílski - Distrito Ivánovski - Distrito Kilíiski - Distrito Kódymski - Distrito Komintérnovski - Distrito Kotovski | - Distrito Krasnooknianski - Distrito Liubashovski - Distrito Nikoláyevski - Distrito Ovidiópolski - Distrito Reníiski - Distrito Rozdelnianski - Distrito Saratski - Distrito Savranski - Distrito Shiriáyevski - Distrito Tatarbunarski - Distrito Tarútinski - Distrito Velikomijáilovski |

## Hidrografía

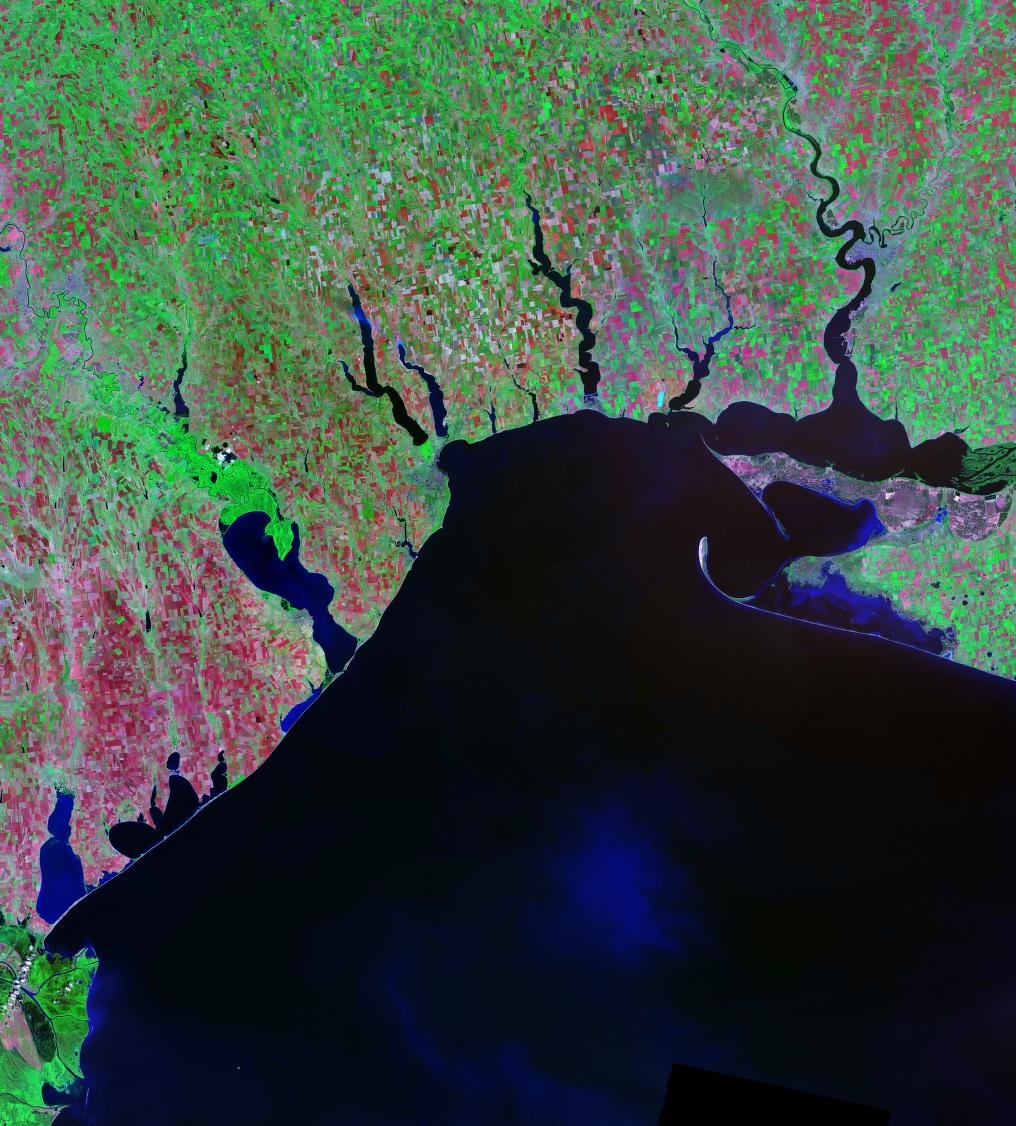
La costa noroeste del mar Negro y limanes.

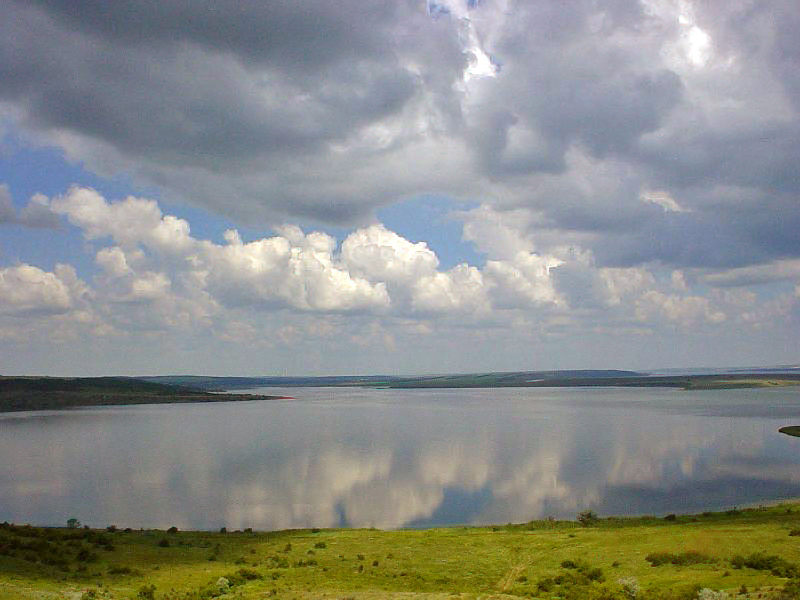
El lago Tiligul.

### Ríos principales
- Danubio
- Dniéster
- Kódyma

### Limanesy lagos
- Adzhalykski
- Alibey
- Burnás
- Dniestrovski
- Jadzhyder
- Jadzhybey
- Kagul
- Karachaús
- Katlabuj
- Kitay
- Kugurluy
- Kunduk
- Kurudiol
- Kuyálnik
- Shaganý
- Shabolatski
- Soliónoye
- Sujoy
- Tiligul
- Yalpug